# Met Éireann
Met Éireann (Aussprache [mʲɛtʲ ˈeːɾʲən̪ˠ]) ist der staatliche meteorologische Dienst der Republik Irland. Die Behörde ist dem Department of Housing, Local Government and Heritage (deutsch: Ministerium für Wohnungswesen, die lokale Verwaltung und Kulturerbe) unterstellt. Seit 2016 ist Eoin Patrick Moran Generaldirektor von Met Éireann. 

## Geschichte

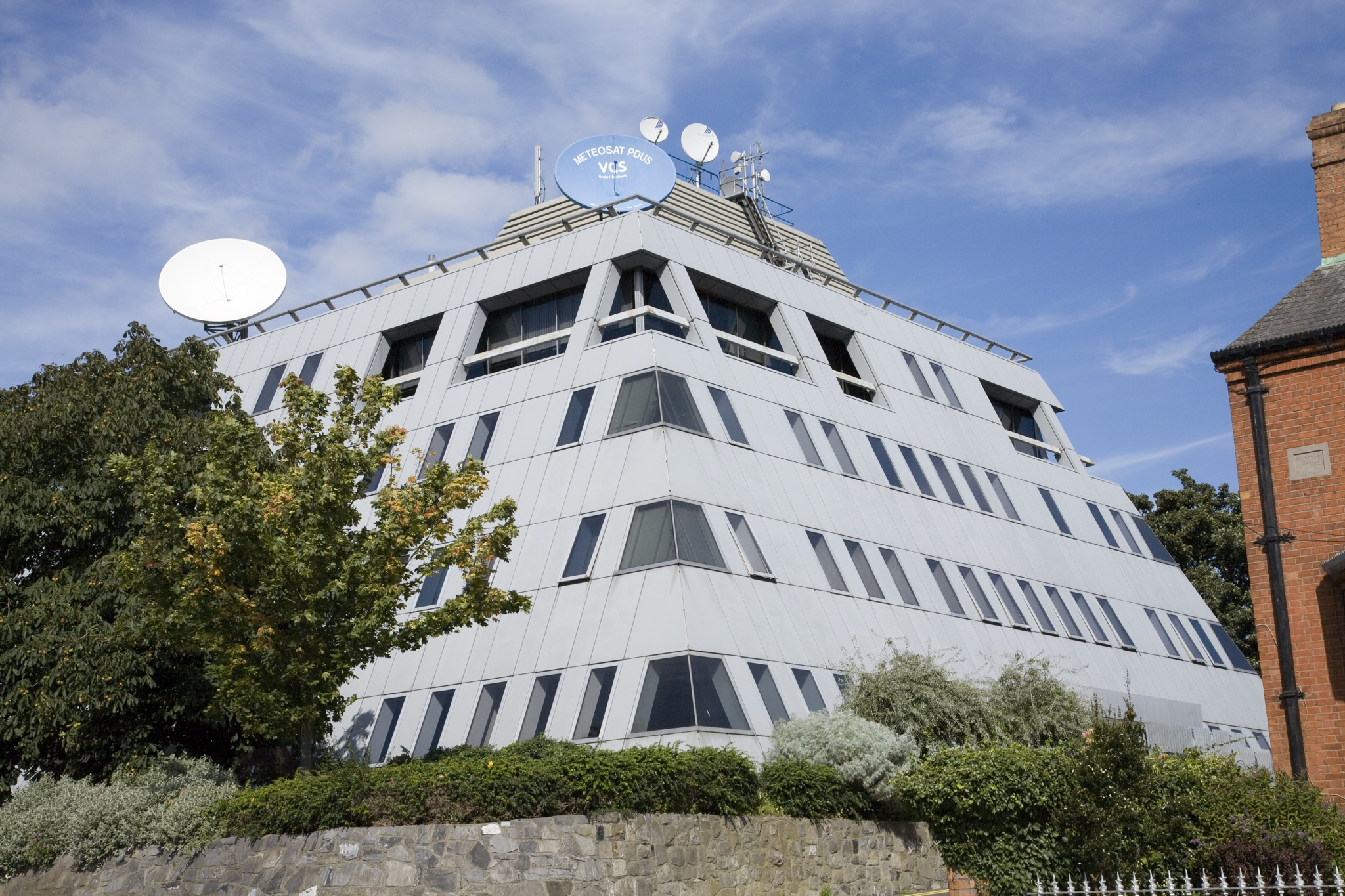
Hauptsitz von Met Éireann im Dubliner Stadtquartier Glasnevin

Die moderne Meteorologie Irlands geht zurück auf den 8. Oktober 1860, als die ersten Wetterbeobachtungen von der Beobachtungsstelle Valentia auf Valentia Island im County Kerry an das britische Meteorological Office übermittelt wurde. Entlang der Küsten des Vereinigten Königreichs von Großbritannien und Irland wurden Beobachtungsstellen eingerichtet.
Trotz der Unabhängigkeit Irlands als Freistaat im Dezember 1922 wurde der Wetterdienst weiterhin vom britischen Met Office erbracht. Das britische Met Office verwaltete weiterhin die Wetterstationen im Freistaat Irland. Mit dem Aufkommen der Transatlantikflüge ab den 1930er Jahren wurde jedoch ein eigener irischer Wetterdienst für notwendig erachtet.
1936 wurde der Irish Meteorological Service mit dem Hauptsitz in der St. Andrew’s Street, Dublin, gegründet. 1937 übernahm er sämtliche Wetterstationen des British Met Office in der Republik Irland. Die damals übernommenen Wetterstationen waren:
- Das Valentia Observatory (die einzige Wetterstation mit einer dauerhaften personellen Besetzung)
- 4 Telegraphenhäuser (in Malin Head im County Donegal, in Blacksod Point im County Mayo, am Roche’s Point im County Cork und in Birr im County Offaly)
- 18 Klimastationen
- 172 Regenmessstationen

Der neueingerichtete Wetterdienst wurde zunächst durch Mitarbeiter des britischen Met Office aus London unterstützt. Ab 1941 wurde der Wetterdienst aber völlig eigenständig. 
Trotz der Neutralität Irlands im Zweiten Weltkrieg unterstützte Met Éireann die Alliierten mit Wetterdaten. Insbesondere die Landungsoperation am D-Day stützte sich auf die Wetterdaten der Station in Blacksod Point im County Mayo. 
Mit der Erweiterung des Wetterdienstes zog er in neue Räumlichkeiten in der O’Connell Street in Dublin. Ab 1948 unterstützte Radio Éireann mit Wettervorhersagen, die Tageszeitungen folgten ab 1952. Die erste Fernsehwettervorhersage erfolgte 1962. Eine telefonische Wettervorhersage wurde ebenfalls in den 1960er Jahren eingerichtet. In den 1950er Jahren war die Republik Irland der Weltorganisation für Meteorologie beigetreten und Gründungsmitglied des 1975 entstandenen Europäisches Zentrum für mittelfristige Wettervorhersage in 1975. 1983 trat Irland EUMETSAT bei.
1979 wurde das neue Gebäude in Glasnevin, das von Liam McCormick entworfen wurde. 1996 erhielt der Wetterdienst den Namen Met Éireann.
2001 erfolgte der erste Webauftritt Met Éireanns.

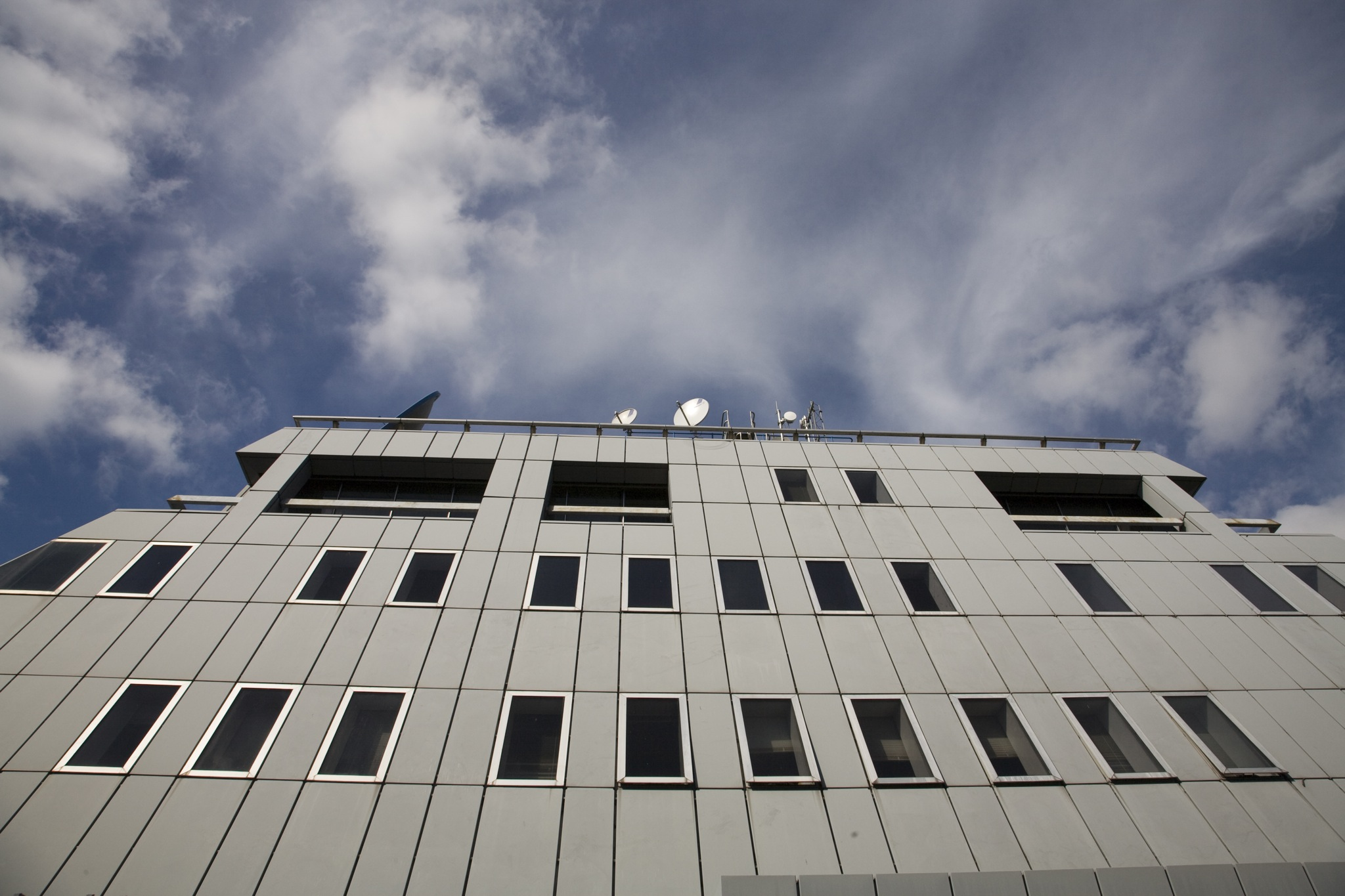
Met Éireann

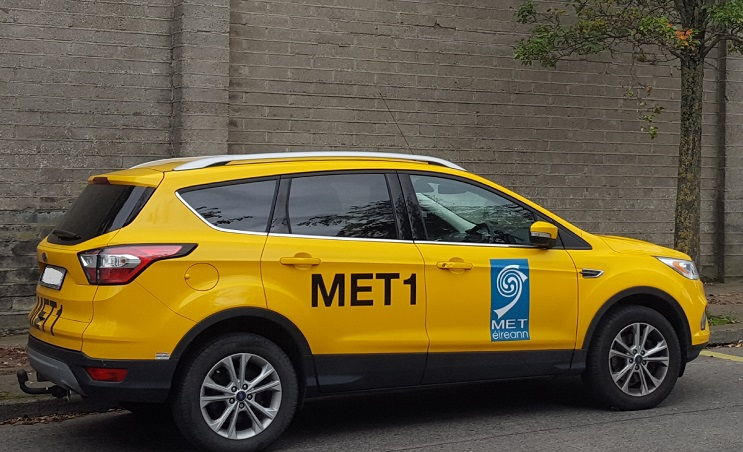
Dienstfahrzeug des Met Éireann

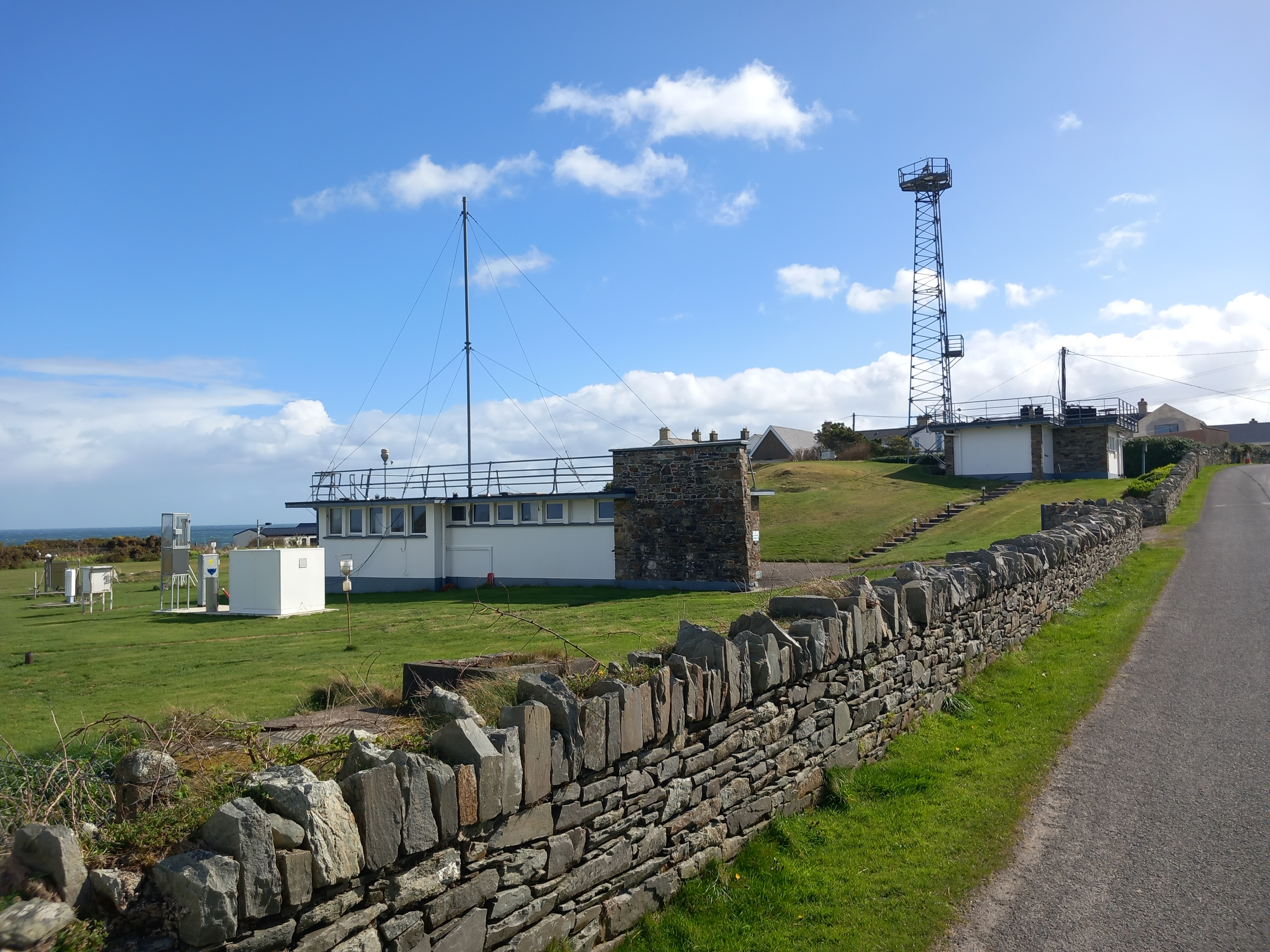
Wetterbeobachtungsstation bei Malin Head

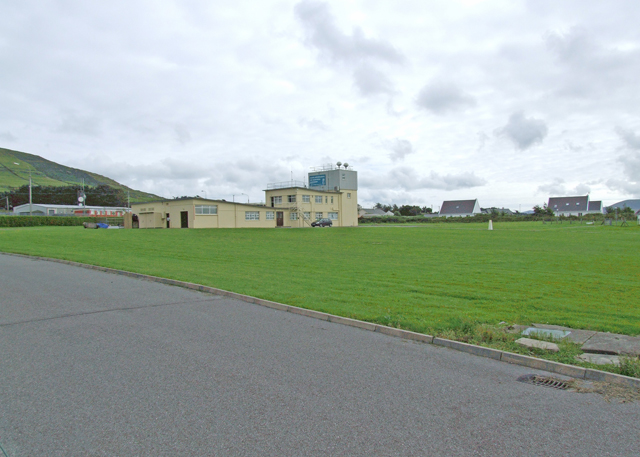
Valentia Beobachtungsstation

### Vorhersagemethoden
Met Éireann nutzt das HIRLAM-Modell (High Resolution Limited Area Model)  für die kurzfristigen 48-Stunden-Vorhersagen. Das HIRLAM-Modell wurde von mehreren europäischen Wetterdiensten entwickelt. Das numerische Wettermodell wird von Met Éireann viermal pro Tag mit einer Auflösung von 10 km errechnet. Der Wetterdienst bedient sich dabei seit 2005 des Irish Centre for High-End Computing (ICHEC) Met Éireann und ICHEC entwickelten eine 5 km-Auflösung des HIRLAM-Modells.
Die mittelfristigen Vorhersagen (von 48 Stunden bis ca. zwei Wochen) wurden für die Republik Irland wie 17 andere europäischen Staaten beim Europäischen Zentrum für mittelfristige Wettervorhersage in Reading im Vereinigten Königreich errechnet. D
Klima-Supercomputer
Im November 2021 schloss Met Éireann mit den Wetterdiensten von Island, Dänemark und den Niederlanden eine Vereinbarung, um einen Supercomputer für kurzfristige Wetterereignisse des Klimawandels zu beschaffen. 2023 wurde er errichtet, der vollständig aus elektrischer Energie aus erneuerbaren Quellen  versorgt wird.

### Beobachtungsstationen
- Belmullet, County Mayo
- Ballyhaise, County Cavan
- Gurteen, County Tipperary
- Claremorris, County Mayo
- Roche’s Point, County Cork
- Sherkin Island, County Cork
- Mace Head, Carna, County Galway
- Oak Park, County Carlow
- Malin Head, County Donegal
- Mullingar, County Westmeath
- Johnstown Castle, County Wexford
- Valentia Observatory, Cahirciveen, County Kerry[6]

Met Éireann betreibt einige automatisierte Beobachtungsstationen, unter anderem:
- Moorepark, Fermoy, County Cork
- Grange, Dunsany, County Meath
- Mount Dillon, County Longford
- Markree Castle, County Sligo
- Finner Camp, County Donegal
- Athenry, County Galway

### Wettervorhersage für den Flugverkehr
Da die irische Insel für die Luftverkehrsrouten von Europa nach Nordamerika einen wichtigen Punkt darstellt, gehört die Wettervorhersage für den Flugverkehr zu den bedeutendsten Aufgaben des Wetterdienstes. Dafür leistet Eurocontrol Kostenerstattungen. Wetterdienstaußenstellen finden sich an den Flughäfen von Cork Airport, Dublin, Knock und Shannon.